# Tegalsari (Purwasari)
Tegalsari is een bestuurslaag in het regentschap Karawang van de provincie West-Java, Indonesië. Tegalsari telt 4131 inwoners (volkstelling 2010).